# Bahrein az 1992. évi nyári olimpiai játékokon
Bahrein a spanyolországi Barcelonában megrendezett 1992. évi nyári olimpiai játékok egyik részt vevő nemzete volt. Az országot az olimpián 2 sportágban 10 sportoló képviselte, akik érmet nem szereztek.

## Atlétika
Férfi
| Versenyző              | Versenyszám | Előfutam      | Előfutam      | Előfutam      | Negyeddöntő | Negyeddöntő | Negyeddöntő | Elődöntő | Elődöntő | Elődöntő | Döntő   | Döntő    |
| Versenyző              | Versenyszám | Idő           | Hely.         | Össz.         | Idő         | Hely.       | Össz.       | Idő      | Hely.    | Össz.    | Idő     | Helyezés |
| ---------------------- | ----------- | ------------- | ------------- | ------------- | ----------- | ----------- | ----------- | -------- | -------- | -------- | ------- | -------- |
| Khaled Ibrahim Jouma   | 100 m       | 10,80         | 6.            | 48.           | kiesett     | kiesett     | kiesett     | kiesett  | kiesett  | kiesett  | kiesett | kiesett  |
| Khaled Ibrahim Jouma   | 200 m       | 21,55         | 5.            | 44.           | kiesett     | kiesett     | kiesett     | kiesett  | kiesett  | kiesett  | kiesett | kiesett  |
| Abdullah Al-Dosari     | 5000 m      | 14:23,07      | 12.           | 43.           |             |             |             |          |          |          | kiesett | kiesett  |
| Abdullah Al-Dosari     | 10 000 m    | nem ért célba | nem ért célba | nem ért célba |             |             |             |          |          |          | kiesett | kiesett  |
| Khaled Abdullah Hassan | 110 m gát   | 15,41         | 8.            | 39.           | kiesett     | kiesett     | kiesett     | kiesett  | kiesett  | kiesett  | kiesett | kiesett  |
| Saad Mubarak Ali       | Maraton     |               |               |               |             |             |             |          |          |          | 2:39:19 | 79.      |

| Versenyző                    | Versenyszám   | Selejtező | Selejtező | Döntő    | Döntő    |
| Versenyző                    | Versenyszám   | Eredmény  | Helyezés  | Eredmény | Helyezés |
| ---------------------------- | ------------- | --------- | --------- | -------- | -------- |
| Rashid Riyadh Al-Ameeri      | Kalapácsvetés | 56,08 m   | 26.       | kiesett  | kiesett  |
| Youssef Ali Nesaif Boukhamas | Gerelyhajítás | 55,24 m   | 31.       | kiesett  | kiesett  |

## Kerékpározás

### Országúti kerékpározás
Férfi
| Versenyző                                                                 | Versenyszám     | Idő             | Helyezés      |
| ------------------------------------------------------------------------- | --------------- | --------------- | ------------- |
| Jamal Ahmed Al-Doseri                                                     | Mezőnyverseny   | nem ért célba   | nem ért célba |
| Saber Mohamed Hasan                                                       | Mezőnyverseny   | nem ért célba   | nem ért célba |
| Jameel Kadhem                                                             | Mezőnyverseny   | nem ért célba   | nem ért célba |
| Jamal Ahmed Al-Doseri Mamdooh Al-Doseri Saber Mohamed Hasan Jameel Kadhem | Csapat időfutam | 2:26:00(+24:21) | 22.           |